# Un uomo sulla soglia
Un uomo sulla soglia è un romanzo della scrittrice statunitense Nicole Krauss del 2002.
Il tema portante dell'opera è il concetto di memoria - perduta dal protagonista - al quale si ricollega giocoforza quello derivante di identità, che Samson si sforza in parte di ricostruire (per gli ambiti della sua vita a cui è attratto). Importanti sono anche argomenti come rapporto tra ricerca scientifica ed implicazioni sulle persone e sull'etica della scienza.

## Trama
Samson Greene 36enne docente universitario di letteratura contemporanea viene ritrovato da una pattuglia della polizia nel deserto del Nevada in stato di semi-incoscienza e in condizioni precarie dovute alla ambiente in cui si trova. Fatti i dovuti accertamenti sulla sua identità e appurato che non ricorda quasi più nulla del suo vissuto, viene allora ricoverato per l'asportazione di un micro neoplasia cerebrale e la moglie Anna arriva al suo capezzale, e conclusa la riabilitazione tornano nella loro New York dove provano a riprendere la loro consueta vita.
Mentre continua a non riconoscere amici e conoscenti e a non ricordare Anna, mettendo a dura prova la sua capacità di accettare la nuova situazione – viene anche informato della morte della madre (suo unico genitore) – , ed è invitato dal dr. Lavell, medico interessato ad approfondire il suo caso; nel frattempo fa amicizia con Lana, già sua studentessa e rinuncia alla docenza. Ma l’aspetto paradossale, è che pur ricordando la vita fino a 12 anni, nel tempo perde la voglia di riacquistare la memoria. Intanto, cercando di non pesare alla moglie va a vivere solo; una notte riceve l’invito del Dr. Ray Malcom a trasferirsi ancora nel Nevada per partecipare da protagonista ad un pionieristico e rivoluzionario progetto di ricerca.
Affascinato dalla prospettiva accetta e nella nuova sistemazione incontra Donald, uomo di mezz'età eccentrico, anche egli coinvolto. Nel mentre fa una visita a Lana (trasferita da mesi in California e conosce il suo compagno Wingate) L’esperimento che li interessa – trasferimento di memoria – si rivela un successo, ma coll'enorme danno collaterale di sconvolgere la sua vita con un ricordo appreso scioccante. Collerico, pretende spiegazioni da Malcom, e dopo un aspro confronto abbandona il progetto seduta stante.
Nel suo vagabondare conosce Luke, ragazzo a cui confida il progetto di impossessarsi dei campioni di tumore prelevatigli, e che si lascia convincere; attuano dunque il piano, che però conclude da solo minacciando un'infermiera. Deve allora dileguarsi, e durante il tragitto incontra Pip (al secolo Patricia), ragazza che dopo aver sperimentato un percorso mistico in India, ha ritrovato la fede nel cristianesimo e si appresta a fare un rito battesimale collettivo. Infine si reca all'ospizio dove passa la sua vecchiaia il prozio Max cercando di carpirgli dove sia sepolta la madre, ossia la defunta sorella; ma la memoria fa difetto all'anziano e dopo averne tratto alcuni indizi lo porta furtivamente con sé nel luogo indicato: una pianta nel giardino della casa dove è cresciuto.
Anni dopo ha ripreso la sua vita in California, ma coglie anche l’occasione per rivedere Anna, della quale sentiva già la mancanza, ma che ha lasciata libera di abbracciare la sua nuova vita.